# Vilaiet
Un vilaiet (scris și ca în turcă vilayet pronunție în turcă [vilaːˈjet]; în franceză vilaïet   sau vilayet) era o diviziune administrativă de prim ordin, sau o provincie a Imperiului Otoman, introdusă odată cu promulgarea Legii Vilayetelor (în turcă Teşkil-i Vilayet Nizamnamesi) din 21 ianuarie 1867. Această lege se înscria în mai amplele reformele administrative care au fost adoptate în tot imperiul și consfințite prin Edictul imperial din 1856. Reforma a fost inițial implementată experimental în Vilayetul Dunării, special format în 1864 și condus de reformatorul de marcă Midhat Paşa. Reforma a fost pusă în aplicare treptat și abia în 1884 s-a aplicat tuturor provinciilor Imperiului.

## Etimologie
Termenul vilayet este derivat din cuvântul arăbesc wilayah sau wilaya (ولاية‎). În arabă, cuvântul wilaya este folosit pentru a desemna o provincie, regiune sau district, fără nicio conotație administrativă specifică, dar otomanii au folosit-o pentru a desemna o anumită diviziune administrativă.

## Diviziunea administrativă
Imperiul Otoman începuse deja să-și modernizeze administrația și să-și reglementeze provinciile (eyaletele) încă din anii 1840, dar Legea Vilayetelor a extins acest lucru pe întreg teritoriul otoman, cu o ierarhie reglementată de unități administrative: vilaietul, condus de un valiu, era împărțit în sub-provincii (sangeacuri sau livale) conduse de un mütesarrif, apoi mai departe în districte (kazale) conduse de un caimacam și în comune (nahiye) conduse de un müdir.
Valiul era reprezentantul sultanului în vilayet și, prin urmare, șeful suprem al administrației. El era asistat de secretari însărcinați cu finanțele (defterdar), corespondență și arhive (mektubci), relații cu străinii, lucrări publice, agricultură și comerț, desemnați de miniștrii respectivi. Alături de judecătorul-șef (mufettiș-i hukkam-i Șeri'a), acești oficiali formau consiliul executiv al vilayetului. În plus, a existat un consiliu provincial ales din patru membri, doi musulmani și doi non-musulmani. Guvernatorul sangeacului central (merkez sanjak), unde se afla capitala vilayetului, îi ținea locul valiului în absența acestuia din urmă. O structură similară a fost replicată la nivelurile ierarhice inferioare, cu consilii executive și consultative extrase de la administratorii locali și — urmând o practică străveche — șefii diverselor comunități religioase locale.

## Listă

### Vilaiete, sangeacuri și entități statale autonome, c. 1876
Vilaiete, sangeacuri și entități statale autonome, circa 1876:
- Vilaietul Constantinopol
- Vilaietul Adrianopol: sangeacurile Adrianopol (Edirne), Tekirdağ, Gelibolu, Filibe (Plovdiv), Sliven.
- Vilaietul Dunării: sangeacurile Ruse, Varna, Vidin, Tulcea, Turnovo, Sofia, Niš.
- Vilaietul Bosnia: sangeacurile Bosna-Serai, Zvornik, Banja Luka, Travnik, Bebkèh, Novi Pazar.
- Vilaietul Herțegovina: sangeacurile Mostar, Gacko.
- Vilaietul Salonic: sangeacurile Salonic, Serres, Drama.
- Vilaietul Ioannina: sangeacurile Ioannina, Tirhala, Ohrid, Preveze, Berat.
- Vilaietul Monastir: sangeacurile Manastir (Bitola), Prizren, Üsküb, Dibra.
- Vilaietul Scutari: sangeacul Scutari.
- Vilaietul Arhipelagului: sangeacurile Rodos, Midilli, Sakız, Kos, Cipru.
- Vilaietul Creta: sangeacurile Chania, Rethymno, Candia, Sfakia, Lasithi.
- Vilaietul Hudavendigar: sangeacurile Bursa, Izmid, Karasi, Karahisar-i-Sarip, Kütahya.
- Vilaietul Aidin: sangeacurile Smyrna (İzmir), Aydın, Saruhan, Menteșe.
- Vilaietul Angora: sangeacurile Angora (Ankara), Yozgat, Kayseri, Kırșehir.
- Vilaietul Konya: sangeacurile Konya, Teke, Hamid, Niğde, Burdur.
- Vilaietul Kastamonu: sangeacurile Kastamonu, Boli, Sinop, Çankırı.
- Vilaietul Kosovo
- Vilaietul Trebizonda: sangeacurile Trebizonda (Trabzon), Gümüșhane, Batumi, Canik.
- Vilaietul Sivas: sangeacurile Sivas, Amasya, Karahisar-ı Șarki.
- Vilaietul Erzurum: sangeacurile Erzurum, Tchaldir, Bayezit, Kars, Mouch, Erzincan, Van.
- Vilaietul Diyarbakir: sangeacurile Diyarbakır, Mamuret-ul-Aziz, Mardin, Siirt, Malatya.
- Vilaietul Adana: sangeacurile Adana, Kozan, İçel, Paias.
- Vilaietul Siria: sangeacurile Damasc, Hama, Beirut, Tripoli, Hauran, Akka, Belka, Kudus-i-Şerif (Ierusalim).
- Vilaietul Alep: sangeacurile Alep, Maraş, Urfa, Zor.
- Vilaietul Bagdad: sangeacurile Baghdad, Mosul, Sharazor, Sulaymaniyah, Dialim, Kerbela, Helleh, Amara.
- Vilaietul Basra: sangeacurile Basra, Muntafiq, Najd, Hejaz.
- Emiratu Mecca: Mecca, Medina.
- Vilaietul Yemen: sangeacurile Sana'a, Hudaydah, Asir, Ta'izz.
- Vilaietul Tripolitania: sangeacurile Tripoli, Bengazi, Khoms, Djebal gharbiyeh, Fezzan.
- Mutasarifatul Muntele Liban
- Principatul Samos
- Muntele Athos (parte din sangeacul Salonic)

### Vilaiete și sangeacuri independente în 1917
Vilaiete și sangeacuri independente în 1917:
| Vilaiete - Vilaietul Constantinopol - Vilaietul Adrianopol - Vilaietul Adana - Vilaietul Angora - Vilaietul Aidin - Vilaietul Bagdad - Vilaietul Basra - Vilaietul Beirut - Vilaietul Bitlis - Vilaietul Alep - Vilaietul Bursa - Vilaietul Diarbakir - Vilaietul Erzurum - Vilaietul Siria - Vilaietul Sivas - Vilaietul Trebizonda - Vilaietul Kastamuni - Vilaietul Konia - Vilaietul Mamuret ul-Aziz - Vilaietul Mosul - Vilaietul Van | Sangeacuri independente - Sangeacul Eskishehir - Sangeacul Urfa - Sangeacul Izmid - Sangeacul Ichili - Sangeacul Boli - Sangeacul Teke - Sangeacul Janyk - Sangeacul Chatalja - Sangeacul Zor - Sangeacul Kara Hissar Sahib - Sangeacul Karasi - Sangeacul Dardanele - Sangeacul Kaisari - Sangeacul Kutahia - Sangeacul Marash - Sangeacul Menteshe - Sangeacul Nigde |

### State vasale și entități autonome
- Rumelia Orientală (Rumeli-i Şarkî): provincie autonomă (vilaiet, între 1878–1885); unită cu Bulgaria în 1885
- Sangeacul Benghazi (Bingazi Sancağı): sangeac autonom. Anterior, în vilaietul Tripoli, dar, după 1875, dependent direct de ministerul de interne de la Constantinopol.[7]
- Sangeacul Biga (Biga Sancağı) (denumit și Kale-i Sultaniye) (sangeac autonom, nu vilaiet)
- Sangeacul Çatalca (Çatalca Sancağı) (sangeac autonom, nu vilaiet)
- Cipru (Kıbrıs) (insulă cu statut special) (Kıbrıs Adası)
- Hedivatul Egiptului (Mısır) (hedivat autonom, nu vilaiet) (Mısır Hidivliği)
- Sangeacul Izmit (İzmid Sancağı) (sangeac autonom, nu vilaiet)
- Mutasarrifyya/Sangeacul Ierusalim (Kudüs-i Şerif Mutasarrıflığı): independent și legat direct de Ministerul de Interne, din cauza importanței sale pentru cele trei mari religii monoteiste.[8]
- Șarifatul Mecca (Mekke Şerifliği) (șarifat autonom, nu vilaiet)
- Mutasarrifatul Muntele Liban (Cebel-i Lübnan Mutasarrıflığı): sangeac sau mutessariflik, dependent directly de Poartă.[9]
- Principatul Samos (Sisam Beyliği) (insulă cu statut special)
- Elayetul Tunis (Tunus Eyaleti) (eyalet autonom, condus de bei ereditari)

## Hărți

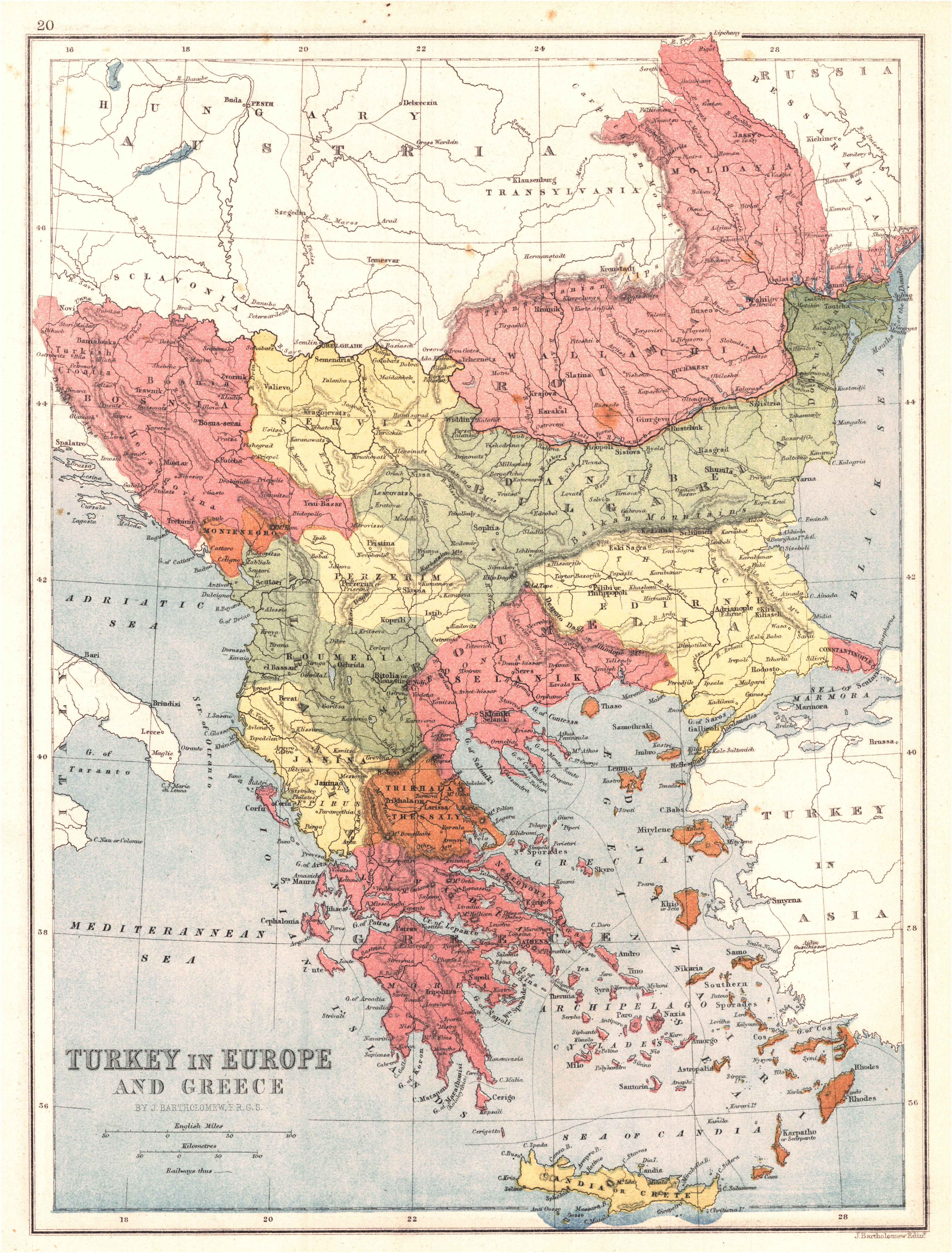
Partea europeană a imperiului în 1870, cu vilayetele
Vilaietele în 1877
Vilaietele europene în 1893
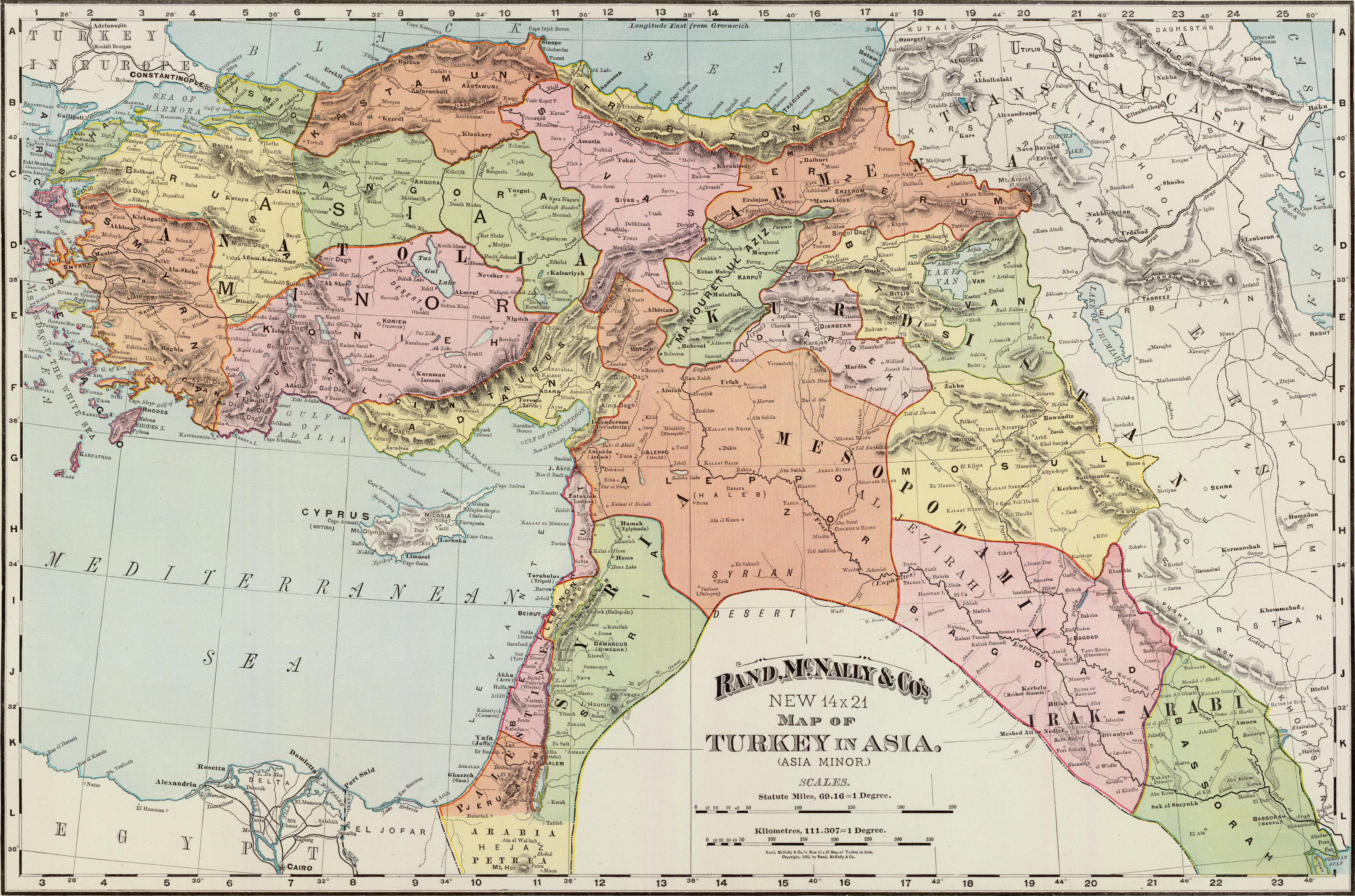
Vilaietele asiatice în 1897
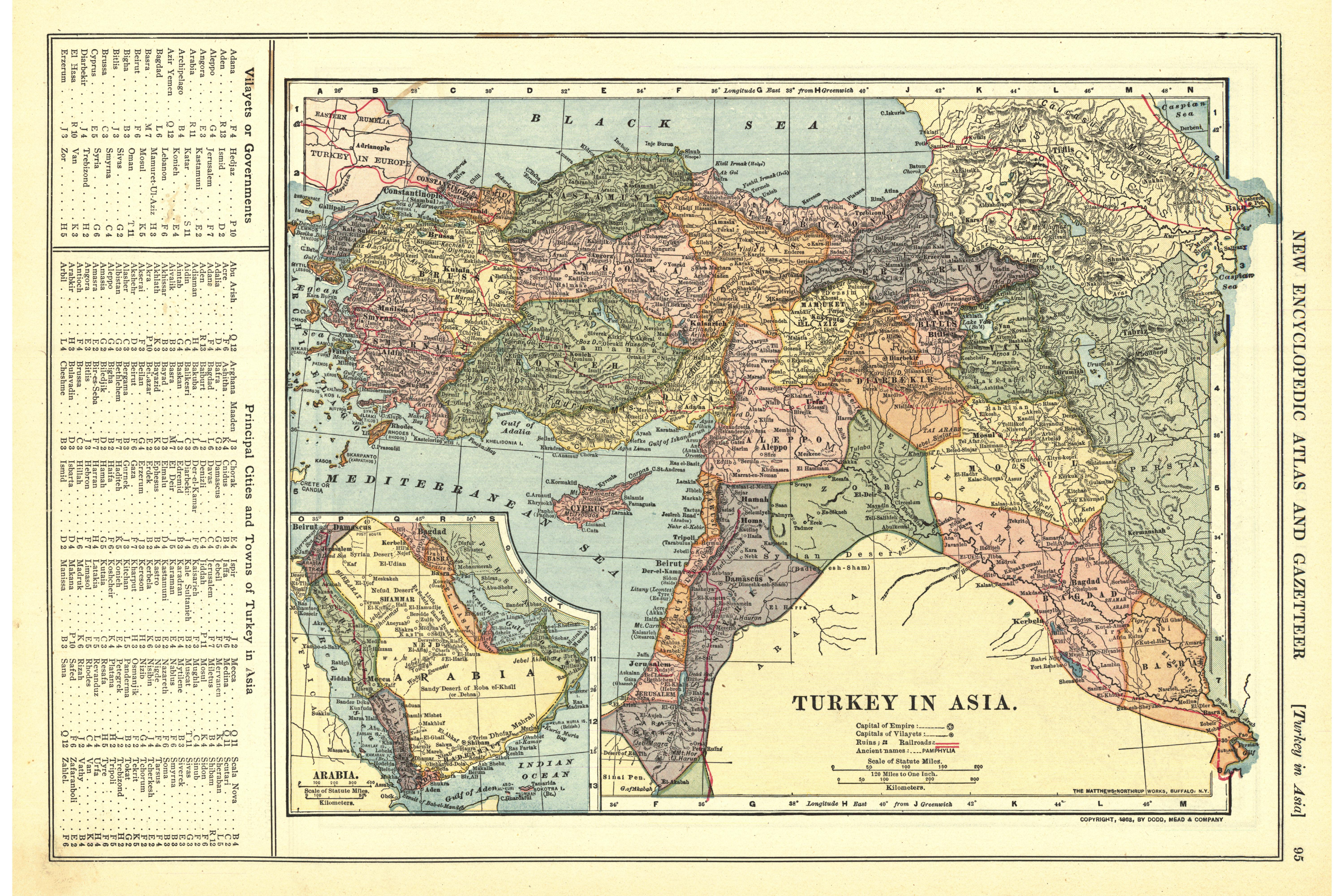
Vilaietele asiatice în 1909
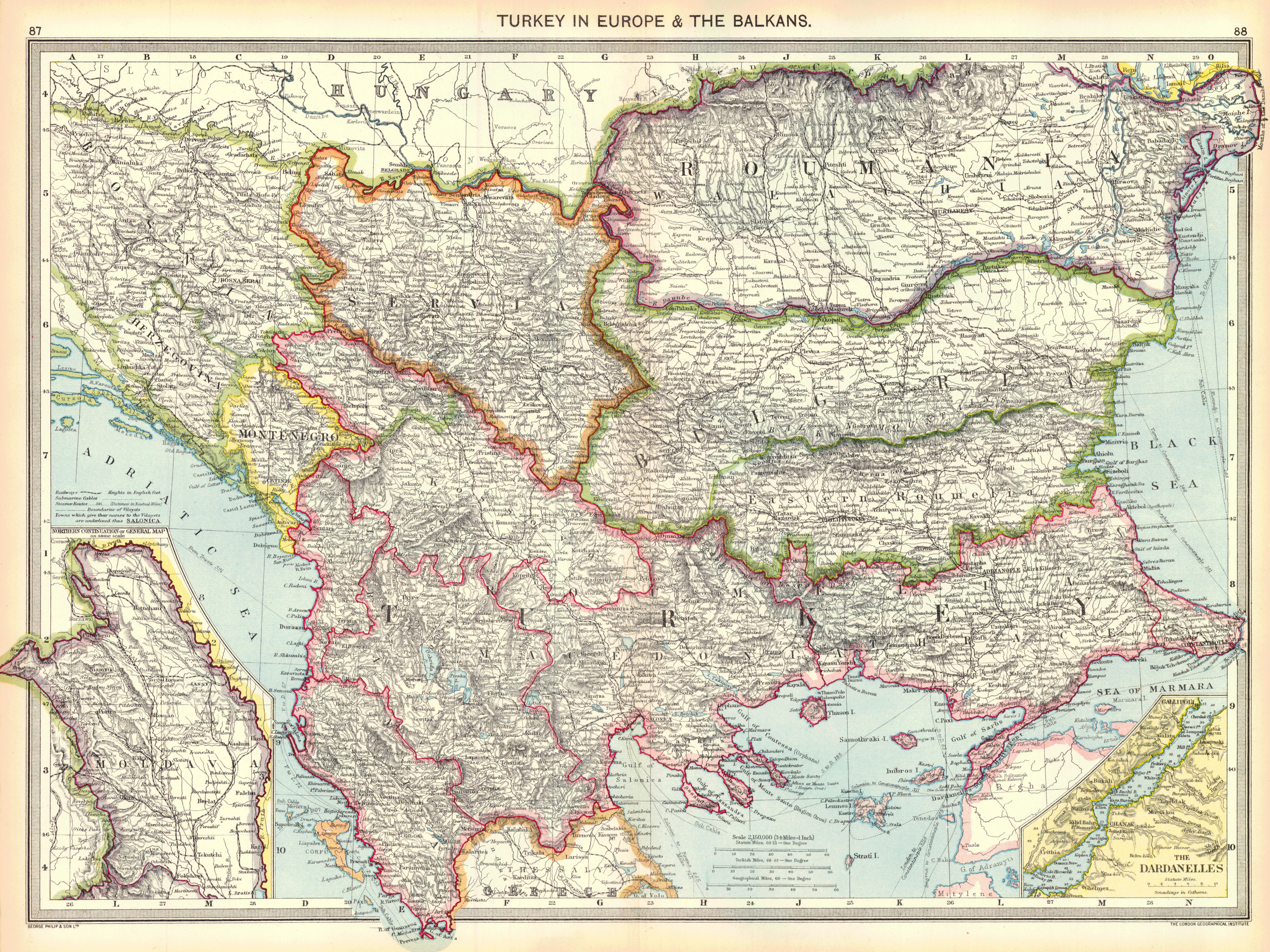
Vilaietele europene în 1910
Vilaietele asiatice în 1911